# Evaristo Cárdenas
José Evaristo Cárdenas Martínez (nacido en el 1911 en Guadalajara, Jalisco-fallecido el 28 de mayo de 1996 en Guadalajara, Jalisco), fue un futbolista y empresario mexicano que jugaba en la posición de defensa. Jugó para el Club Deportivo Guadalajara y se desempeñó como su presidente durante dos períodos.
Nació en 1911 en la ciudad de Guadalajara, Jalisco, de familia humilde, su padre Eustorgio Cárdenas murió cuando Evaristo era todavía un niño lo que causó que tuviera que trabajar casi toda su vida, lo que formó en él un carácter fuerte y responsable.
Llegó en 1925 al Club Guadalajara, siendo aceptado como miembro después de tener de padrinos a Guillermo Chávez Peón y al "Tata" Espinoza.
En su juventud fue jugador de fútbol, desempeñándose en la posición de defensa lateral izquierdo y siendo su equipo el Club Guadalajara. Alcanzó el campeonato júnior en 1925-26, posteriormente dos títulos de Tercera fuerza en 1926-27 y 1927-28, posteriormente llegó al equipo de Primera Fuerza, y obtuvo tres campeonatos consecutivos 1928, 1929 y 1930.
En aquel entonces al joven Evaristo de cuerpo espigado se le llamaba "El Huesos", su carrera como futbolista fue muy corta, pues jugó hasta 1934.
En 1938 emprende la mudanza y sale de la ciudad que lo vio nacer, trabajó en distintas entidades de la República Mexicana, pasando por Morelia, Mazatlán, Mexicali, entre otras. Con el paso del tiempo regresaría a Guadalajara en 1952, y de las primeras cosas que realizó fue visitar el Club que tanto quiso en su juventud, el Guadalajara, donde observó el desempeño del equipo al que en aquel entonces se le llamaba el "Ya Merito". Fue entonces cuando nace la idea de postularse en las próximas elecciones para presidente contra Federico González Obregón, teniendo como principal promesa de campaña sacar campeón al equipo.
Ganaría la presidencia en 1956, y lucharía contra una pobreza de recursos que vivía el Club, y logra hacerlo campeón apenas en su primera temporada al mando. Siempre manejo la idea de que un campeón no se forjaba con dinero, y en ese 1957 demostró que el tener una buena relación con sus jugadores logra motivar en gran manera al equipo, Evaristo viajaba con el equipo en tren a casi todos los partidos, incluso llegó a ser el cocinero del equipo.
Muestra de su gran relación con los jugadores fue el haber sido escogido como padrino de bodas de José "Jamaicón" Villegas, de Panchito Flores y también de Guillermo "Tigre" Sepúlveda, incluso con este último cuenta el anecdotario que tuvo que ir a pedir a su novia en su nombre pues la suegra de Guillermo no deseaba que su hija se casara con él.
Logró transmitir valores a todos los jugadores que formarían el famoso "Campeonísimo", fue parte importante para formar la hermandad, inculcando la pasión y cariño por los colores rojiblancos. En 1959 dejaría el puesto de presidente pero los cimientos de ese gran equipo estaban ya hechos.
En 1975 inició su segundo período como presidente, que duró hasta 1977. Durante este período tuvo la gran visión de contratar jugadores como Víctor Rangel, Manuel Manzo, Cirilo y Leonardo Peralta, y bajo su mandato salieron jugadores como Fernando Quirarte, Héctor Prieto y Ricardo Pérez.
Además de sus funciones realizadas en el Guadalajara, fue el primer presidente de Clubes Unidos de Jalisco en 1957, volviendo a desempeñar el puesto en 1976. También fue presidente de la "Asociación de Titulares de Palcos, Plateas y Butacas del Estadio Jalisco, A.C." en la década de los 1980s.
- Datos: Q5852676